# Pseudogramma astigma
Pseudogramma astigma är en fiskart som beskrevs av Randall och Baldwin, 1997. Pseudogramma astigma ingår i släktet Pseudogramma och familjen havsabborrfiskar. Inga underarter finns listade i Catalogue of Life.